# Танзания на летних Олимпийских играх 1988
Танзания принимала участие в летних Олимпийских играх 1988 года, которые проходили в Сеуле (Республика Корея) с 17 сентября по 2 октября. Это были шестые летние Олимпийские игры, в которых участвовала Танзания. Страну представляли 10 спортсменов, выступающие в двух видах спорта.

## Предыстория
Олимпийский комитет Танзании был признан Международным олимпийским комитетом в 1968 году. На летних Олимпийских Играх 1964 года спортсмены из Танзании представляли Республику Танганьика. За время участия в Олимпийских играх выиграли две серебряные медали на играх в 1980 году. Эти Олимпийские игры в  Сеуле были шестыми для Танзании на летних Олимпийских играх. Олимпийские игры 1988 года прошли с 17 сентября по 2 октября, и в них приняли участие 8465 спортсменов, представляющие 159 национальных олимпийских комитета.

## Состав сборной
Десять спортсменов представляли Танзанию на этих Олимпийских играх. Самым молодым спортсменом, представлявшим страну, был Боай Аконай (18 лет и 264 дня), самым возрастным — Закайо Малеква (37 лет и 235 дня). Знаменосцем на церемонии открытия игр был Икаджи Салум.
 Лёгкая атлетика
1. Боай Аконай
2. Джон Бурра
3. Джума Икангаа
4. Джума Мниампанда
5. Икаджи Салум
6. Закайо Малеква

 Бокс
1. Бенджамин Мвангата
2. Хаджи Алли
3. Рашид Матумла
4. Джозеф Марва

## Результаты

### Лёгкая атлетика
Мужчины
Шоссейные и Беговые дисциплины
| Спортсмен        | Соревнование           | Пред. забег | Пред. забег | 1/4 финала           | 1/4 финала           | 1/2 финала           | 1/2 финала           | Финал                | Финал                |
| Спортсмен        | Соревнование           | Результат   | Место       | Результат            | Место                | Результат            | Место                | Результат            | Место                |
| ---------------- | ---------------------- | ----------- | ----------- | -------------------- | -------------------- | -------------------- | -------------------- | -------------------- | -------------------- |
| Боай Аконай      | 10000 м                | 29:19.06    | 29          | завершил выступление | завершил выступление | завершил выступление | завершил выступление | завершил выступление | завершил выступление |
| Джон Бурра       | Марафон                |             |             |                      |                      |                      |                      | 2:24:17              | 43                   |
| Джума Икангаа    | Марафон                |             |             |                      |                      |                      |                      | 2:13:06              | 7                    |
| Джума Мниампанда | 5000 м                 | 14:05.09    | 15          | завершил выступление | завершил выступление | завершил выступление | завершил выступление | завершил выступление | завершил выступление |
| Икаджи Салум     | 3000 м с препятствиями | 9:10.36     | 9           | завершил выступление | завершил выступление | завершил выступление | завершил выступление | завершил выступление | завершил выступление |

Технические дисциплины
| Спортсмен      | Соревнование  | Квалификация | Квалификация | Финал                | Финал                |
| Спортсмен      | Соревнование  | Результат    | Место        | Результат            | Место                |
| -------------- | ------------- | ------------ | ------------ | -------------------- | -------------------- |
| Закайо Малеква | Метание копья | 67.56        | 34           | завершил выступление | завершил выступление |

### Бокс
Мужчины
| Спортсмен          | Соревнование | 1 раунд                  | 2 раунд                    | 3 раунд                | 1/4 финала           | 1/2 финала           | Финал                | Финал                |
| Спортсмен          | Соревнование | Соперник Результат       | Соперник Результат         | Соперник Результат     | Соперник Результат   | Соперник Результат   | Соперник Результат   | Место                |
| ------------------ | ------------ | ------------------------ | -------------------------- | ---------------------- | -------------------- | -------------------- | -------------------- | -------------------- |
| Бенджамин Мвангата | до 51 кг     | BYE                      | MAWПитер Айесу В 5:0       | GHAАльфред Котей П 0:5 | завершил выступление | завершил выступление | завершил выступление | завершил выступление |
| Хаджи Алли         | до 54 кг     | ZAIИбибонго Ндуита П 2:3 | завершил выступление       | завершил выступление   | завершил выступление | завершил выступление | завершил выступление | завершил выступление |
| Рашид Матумла      | до 63,5 кг   | CIVКуасси Куасси В RSC   | URSВячеслав Яновский П RSC | завершил выступление   | завершил выступление | завершил выступление | завершил выступление | завершил выступление |
| Джозеф Марва       | до 67 кг     | USAКеннет Гулд П 1:4     | завершил выступление       | завершил выступление   | завершил выступление | завершил выступление | завершил выступление | завершил выступление |